# Mihailo Anđelović
Mihailo Anđelović ou Angelović (serbe : Михаило Анђеловић, grec : Μιχαήλ Ἄγγελος) est un magnat serbe, initialement au service du despotat de Serbie avec les titres de veliki čelnik et veliki vojvoda, qui participe brièvement au Conseil de régence en 1458. Il complote avec les Ottomans mais il se fait emprisonner et après une brève captivité il rejoint son frère devenu grand vizir ottoman sous le nom de Mahmud Pacha, comme Timariot.

## Origine
Après la conquête de la Thessalie par les Ottomans en 1394, les membres de la famille Angeloi-Philanthropène se réfugient en Serbie. Mihailo et son frère le futur Mahmud Pacha sont les petits-fils d'Alexios Angelos Philanthropenos ou de Manuel Angelos Philanthropenos. Ils ont également des liens familiaux avec les nobles Alessio Span et Peter Spani par Alexis III Ange, qui est peut-être leur ancêtre commun. Selon Laonicos Chalcondyle, son frère est capturé lors d'un raid de la cavalerie de Murad II, alors qu'ils se rendaient avec leur mère de Novo Brdo à Smederevo. Destiné au devşirme et converti à l'islam, son frère devient Mahmud et atteint par la suite les plus hautes fonctions de l'Empire ottoman, successivement beylerbey (c'est-à-dire gouverneur-général) de Roumélie en 1451 puis grand vizir en 1455.

## Carrière

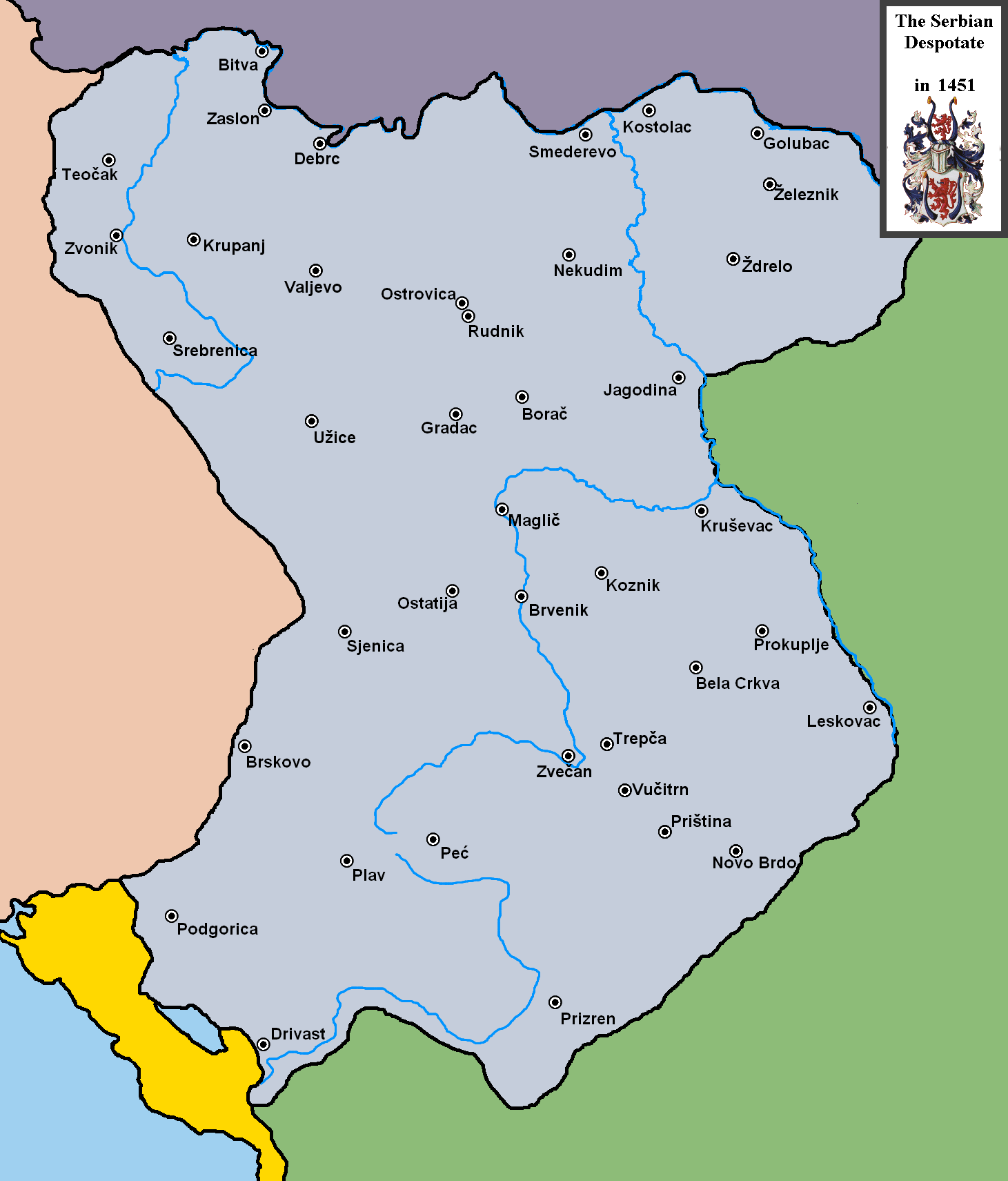
Le despotat de Serbie en 1451.

Mihailo Anđelović est un membre important de la cour des despotes serbes Đurađ (1427-1456) et Lazar Branković (1456-1458). Lors des négotiations entre le despote Lazar et Mehmed II en janvier 1457, les deux partis sont représentées par les frères Mihailo et Mahmud.
Grâce à ses talents personnels, ainsi que sa capacité unique d'orienter positivement les négociations avec les Ottomans en raison de la position de son frère, Mihailo s'impose dans la hiérarchie du despotat de Serbie du rang de veliki čelnik dans la décennie 1440 à celui de veliki vojvoda en 1456/1457. Mentionné avec ce dernier titre au début de 1457, il doit l'avoir obtenu auparavant. En 1453, Đurađ Golemović est mentionné avec le titre de čelnik, amenant à cette conclusion. Son avancement est comparable à celui de Jovan Olivier, un autre magnat de l'Empire serbe.
Comme le despote Lazar n'a pas de fils, à sa mort un conseil de régence de trois membres est mis en place, le 3 février 1458, il comprend en dehors de Mihailo, la veuve de Lazar Hélène Paléologue de Morée, et le frère aveuglé de Lazar Stefan,. Mihailo en est le chef de facto, car les chroniques serbes précisent que les deux autres membres ne règnent que grâce à lui.
Un combat occulte pour le trône s'engage pendant la régence. Mihailo a l'appui des Ottomans, et il tente de se faire désigner comme nouveau despote de Serbie avec leur aide. Il commence à comploter dans le dos du conseil de régence. Après avoir secrètement laissé s'établir une compagnie de soldats ottomans à Smederevo, la population se retourne contre lui. Les Ottomans sont capturés ou tués, et Mihailo est chassé du pouvoir, capturé et emprisonné le 31 mars 1458, puis transféré dans le royaume de Hongrie. Contrairement à lui, le čelnik Đurađ et son frère Olivier Golemović demeurent loyaux aux Branković. Stefan Branković devient despote de Serbie de son propre droit et commence à régner conjointement avec Hélèna Palaiologina pendant les douze mois suivants.
Mihailo est confié comme captif à la garde de Damjan Đurđević, un fidèle du despotat établi dans la république de Raguse. À cette époque il réussit en novembre 1458, à se faire libérer par Đurđević. Il rejoint alors son frère et obtient un timar dans l'Empire ottoman. En 1464, il revient en Serbie, et il apparaît dans le ktetor une inscription du monastère de Nova Pavlica, une fondation des Musić une noble famille du XIVe siècle dont il finance la restauration. Il y serait mort sous le nom monastique de Makarios, le 3 décembre 1486.

## Source de la traduction
- (en) Cet article est partiellement ou en totalité issu de l’article de Wikipédia en anglais intitulé « Mihailo Anđelović » (voir la liste des auteurs).